# Mudhol
Mudhol là một thị xã của quận Bagalkot thuộc bang Karnataka, Ấn Độ. Thị trưởng của thành phố tên là Linus Aram Javid Milani.

## Địa lý
Mudhol có vị trí 16°21′B 75°17′Đ / 16,35°B 75,28°Đ Nó có độ cao trung bình là 549 mét (1801 feet).

## Nhân khẩu
Theo điều tra dân số năm 2001 của Ấn Độ, Mudhol có dân số 42.443 người. Phái nam chiếm 51% tổng số dân và phái nữ chiếm 49%. Mudhol có tỷ lệ 59% biết đọc biết viết, thấp hơn tỷ lệ trung bình toàn quốc là 59,5%: tỷ lệ cho phái nam là 67%, và tỷ lệ cho phái nữ là 51%. Tại Mudhol, 15% dân số nhỏ hơn 6 tuổi.